# 반투스탄

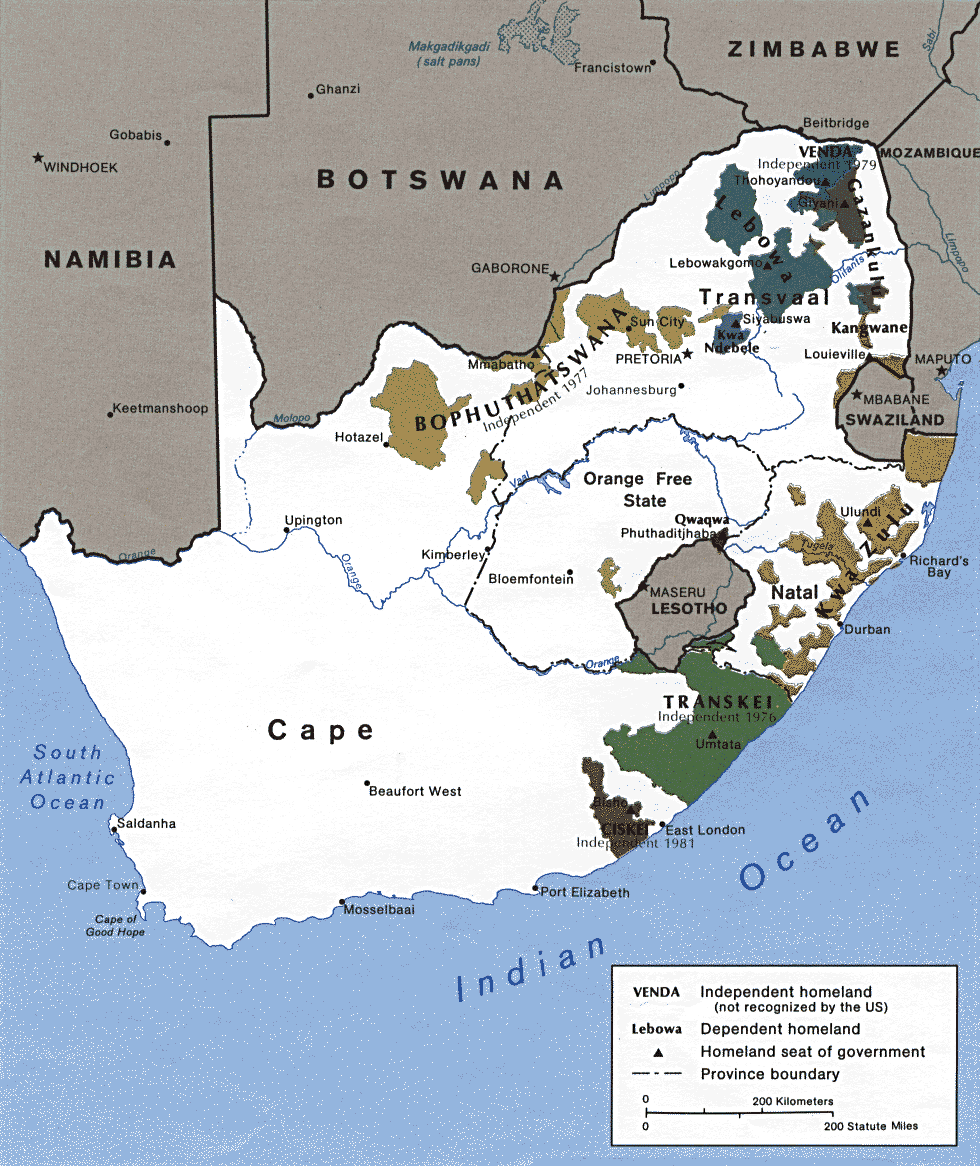
1986년 당시 남아프리카 공화국에 설치된 반투스탄

반투스탄(영어: Bantustan, 아프리칸스어: Bantoestan)는 아파르트헤이트 정책의 일환으로 남아프리카 공화국과 남서아프리카(현 나미비아)에 설치된 흑인 국가들이다. 남아프리카에 10곳, 남서아프리카에 10곳이 있었다.
반투스탄이라는 용어가 사용되기 시작한 것은 1940년대 말부터였으며 "반투스탄"은 많은 반투어에서 "사람"을 뜻하는 단어인 "반투"와 페르시아어로 "땅"을 뜻하는 접미사인 "스탄"의 합성어이다. 반투스탄 정책은 국민당 정부가 추진한 인종간 게리멘더링 정책의 일종으로 여겨진다. 1970년에는 반투 홈랜드 시민권법에 따라 다수의 흑인 국민들이 반투스탄의 국민으로 선언되어 남아프리카 시민권이 박탈되었다.
남아프리카 공화국 정부는 1976년 트란스케이의 독립을 인정한 것을 시작으로 4개의 반투스탄을 "독립"시키고 주권국가로 대우했다. 그러나 반투스탄 영토의 대부분은 불모의 박토(薄土)였고, 이렇다 할 경제적 기반이나 산업 시설도 없었기 때문에 남아프리카 공화국의 경제는 반투스탄 흑인의 노동력을 계속 이용할 수 있었으며 독립된 반투스탄 "국가"도 남아프리카 공화국의 뜻대로 움직였다. 이들은 1994년 헌법 개정에 따라 모두 해체되며 아파르트헤이트 시대에 종지부를 찍었다.

## 생활
반투스탄 나라들은 다른 아프리카의 나라들처럼 가난했고 이렇다 할 기반 시설이 없어 경제적으로는 남아프리카 공화국으로부터 날품팔이 경제에 의지했다. 유일한 산업은 남아프리카 공화국과의 관광이었는데 당시에는 보푸사츠와나의 선시티와 같은 곳은 관광지로 유명했다. 또한 반투스탄에서는 남아프리카 국민당 정부에 의해 "비도덕적"이라고 간주되어 법으로 금지되어 있던 카지노와 스트립쇼, 그리고 흑인과의 성 관계를 즐길 수 있었기 때문이었다.

### 남아프리카 공화국의 반투스탄
TVBC로 불렸던 4곳(트란스케이, 벤다, 보푸사츠와나, 시스케이)은 남아프리카 공화국 정부로부터 "독립"을 인정받았고, 나머지 6곳은 제한된 자치권(自治權)을 실행했다.
- 트란스케이 (코사족) — 1976년 10월 26일 독립선언
- 보푸사츠와나 (츠와나족) — 1977년 12월 6일 독립선언
- 벤다 (벤다족) — 1979년 9월 13일 독립선언
- 시스케이 (시스케이족: 코사족의 일파) — 1981년 12월 4일 독립선언
- 가잔클루 (샨간족)
- 카은과네 (스와지족)
- 콰은데벨레 (은데벨레족)
- 콰줄루 (줄루족)
- 레보와 (북소토족 혹은 페디족)
- 콰콰 (남소토족)

### 남서아프리카의 반투스탄
- 바스터랜드
- 부시맨랜드
- 다마라랜드
- 동카프리비 (1976년 자치)
- 헤레로랜드 (1970년 자치)
- 카오코랜드
- 카방고랜드 (1973년 자치)
- 나마랜드
- 오밤보랜드 (1973년 자치)
- 츠와나랜드

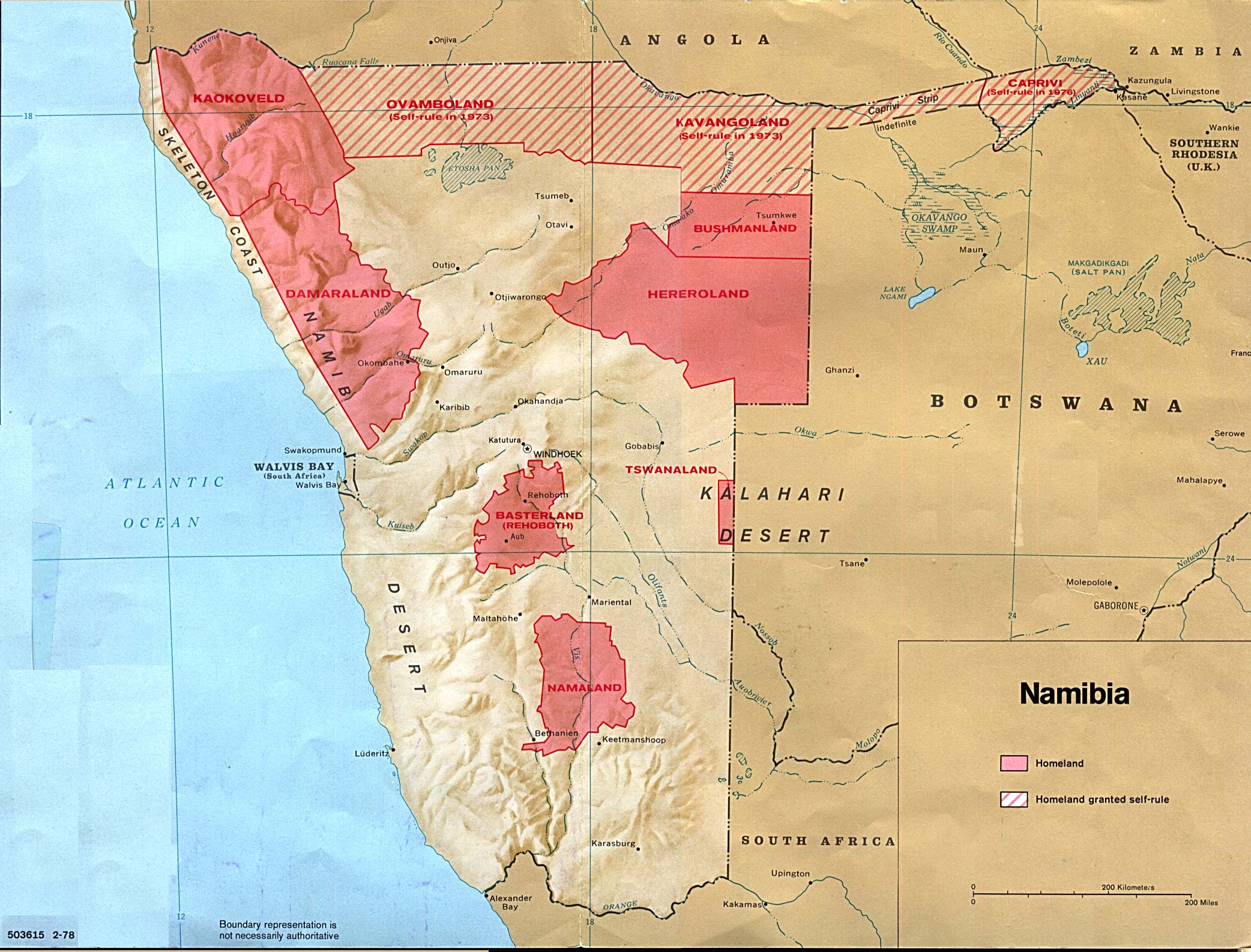
1978년 당시 남서아프리카에 설치된 반투스탄

1968년부터 설치되었으며 1989년 5월에 모두 해체되었다.

## 같이 보기
- 아파르트헤이트
- 인종 분리 정책
- 민족 청소
- 오슬로 협정